# Домашен прах
Вижте пояснителната страница за други значения на Прах.
Домашен прах е общо означение на всички частици и влакна, намиращи се в затворените помещения на дома. Той е смес от различни неорганични и органични вещества, които зависят от съответните условия за живот на живеещите в дома (например наличието на домашно животно). Състои се от:
- Пърхот и частици от кожата на (животни и хора)
- Влакна (например от облекло, килими, дрехи, постелки, одеяла и други)
- Косми (от хора и животни)
- Частици от растения (части от листа, семена, пръст, части от цветове и други)
- Мъртви и живи домашни акари и техните екскременти
- Живи и мъртви бактерии, вируси, плесени и др.
- Паяци и остатъци от паяжини и жертвите им.
- Остатъци от други домашни паразити
- Вредни вещества от изкуствени материи (например пластификатори)
- Минерали например: Отпадъци от улицата, донесени с обувките, прах попаднал по въздушен път от околната среда или от атмосферни явления, например прах от Сахара, космически прах и др.
- Замърсяване получено от изгаряне на твърди горива, автомобили, строителна дейност и други.